# Mertendorf (Sassonia-Anhalt)
Mertendorf è un comune tedesco di 1 579 abitanti situato nel land della Sassonia-Anhalt.

## Storia
Il 1º gennaio 2010 vi sono stati aggregati i comuni di Görschen e Löbitz. Al secondo era stato unito il 31 dicembre 2009 il comune di Utenbach, che risulta quindi dal 2010 frazione di Mertendorf.